# Satz von Delange
Der Satz von Delange (englisch Delange’s theorem) ist ein Lehrsatz des mathematischen Gebiets der Analytischen Zahlentheorie, der auf eine Arbeit des französischen Mathematikers Hubert Delange aus dem Jahre 1961 zurückgeht und auf die Frage eingeht, unter welchen Bedingungen Aussagen über Mittelwerte zahlentheoretischer Funktionen gemacht werden können. 1965 lieferte Alfréd Rényi einen vereinfachten Beweis des Satzes, der sich wesentlich auf eine von Jonas Kubilius und Paul Turán formulierte Ungleichung stützt.

## Formulierung des Satzes
Delanges Satz lässt sich zusammengefasst formulieren wie folgt:
Gegeben sei eine multiplikative zahlentheoretische Funktion {\displaystyle f\colon \mathbb {N} \to \mathbb {C} }, welche nicht die Nullfunktion sein soll und welche dabei für jede natürliche Zahl {\displaystyle n} hinsichtlich des Betrags des Funktionswertes die Ungleichung
{\displaystyle |f(n)|\leq 1}
erfülle.
Dann gilt:
I
{\displaystyle \operatorname {M} (f)} existiert mit {\displaystyle \operatorname {M} (f)\neq 0} genau dann, wenn {\displaystyle f} den beiden folgenden Bedingungen genügt:
 (1) Die Reihe {\displaystyle \sum _{p\;{\text{Primzahl}}}{\frac {1-f(p)}{p}}} konvergiert.
 (2) Es gibt mindestens eine natürliche Zahl {\displaystyle r} mit {\displaystyle f(2^{r})\neq -1}.
II
Genügt {\displaystyle f} den beiden genannten Bedingungen, so gilt:
{\displaystyle \operatorname {M} (f)=\prod _{p\;{\text{Primzahl}}}\left({\bigl (}1-{\frac {1}{p}}{\bigr )}\cdot {\bigl (}1+\sum _{k=1}^{\infty }{\frac {f(p^{k})}{p^{k}}}{\bigr )}\right)}

## Hintergrund: Die Ungleichung von Turán und Kubilius
Die erwähnte Turán-Kubilius'sche Ungleichung (englisch Turán-Kubilius inequality) kann im Anschluss an die Monographie von Wolfgang Schwarz folgendermaßen formuliert werden:
Zu einer gegebenen additiven zahlentheoretischen Funktion {\displaystyle a\colon \mathbb {N} \to \mathbb {C} } seien für {\displaystyle N\in \mathbb {N} }
{\displaystyle A(N):=\sum _{p\;{\text{Primzahl}}\;,\;p\leq N}{\frac {a(p)}{p}}}
und
{\displaystyle B(N):=\sum _{p\;{\text{Primzahl}}\;,\;k\in \mathbb {N} \;,\;p^{k}\leq N}{\frac {|a(p^{k})|^{2}}{p^{k}}}}
gesetzt.
Dann gibt es eine von der zahlentheoretischen Funktion {\displaystyle a} unabhängige absolute Konstante {\displaystyle K>0} derart, dass für {\displaystyle N\in \mathbb {N} } stets die Ungleichung
{\displaystyle \sum _{n=1}^{N}{|a(n)-A(N)|^{2}}\leq K\cdot N\cdot B(N)}
erfüllt ist.

## Erläuterungen
- Man sagt in Bezug auf eine gegebene  zahlentheoretische Funktion {\displaystyle g\colon \mathbb {N} \to \mathbb {C} }, der (zugehörige) Mittelwert {\displaystyle \operatorname {M} (g)} existiert, wenn in der komplexen Zahlenebene {\displaystyle \mathbb {C} } der folgende Grenzwert existiert:

{\displaystyle \lim _{x\in \mathbb {R} \;,\;x\to \infty }{{\frac {1}{x}}{\sum _{n\in \mathbb {N} \;,\;n\leq x}g(n)}}=:\operatorname {M} (g)}
- Zu der oben dargestellten Ungleichung von Turán-Kubilius findet man weitere und bessere Versionen, die einerseits das obige Abzugsglied {\displaystyle A(N)} und andererseits die erwähnte Konstante {\displaystyle K} variieren.[6]